# Carmen Morell
Pour les articles homonymes, voir Morell.
 (janvier 2015).
Si vous disposez d'ouvrages ou d'articles de référence ou si vous connaissez des sites web de qualité traitant du thème abordé ici, merci de compléter l'article en donnant les références utiles à sa vérifiabilité et en les liant à la section « Notes et références ».
Carmen Morell est une chanteuse de flamenco espagnole née le 13 février 1923 à Barcelone (Catalogne) et morte le 27 janvier 2015  à Valence. 

## Biographie
Elle est la fille de Vincent et Pilar Albacete, de Valence, ils ont immigré en Catalogne. Elle a quatre frères et sœurs. Elle a commencé à chanter adolescente. Elle débute en travaillant dans une pâtisserie. 
En 1946, elle participe à un spectacle avec Joy White. Avec Pepe Blanco, elle enregistre 30 chansons, et participe à de nombreuses concerts et joue dans trois films. Le couple se sépare en 1961.
Après sa séparation, elle poursuit sa carrière en solo, elle crée son entreprise et participe à des festivals. 
En 1990, Carmen participe à la promotion d'un album de compilation de chansons pour la compagnie EMI, et participe à plusieurs émissions de télévision. 
Installée à Valence, elle y décède le 27 janvier 2015.

## Filmographie
- La mujer, el torero y toro (Fernando Butragueño, 1950)
- Amor sobre ruedas (Ramón Torrado, 1954)
- Maravilla (Javier Setó, 1957)

## Discographie
- Me debes un beso[Quand ?]
- El granate[Quand ?]
- Amor que viene cantando[Quand ?]
- El piropo[Quand ?]
- Pregonera de España[Quand ?]
- El mirlo blanco[Quand ?]